# Васильева, Аделаида Борисовна
Аделаи́да Бори́совна Васи́льева (10 марта 1926 — 21 января 2018) — советский и российский учёный-математик и физик, педагог, специалист в области математической физики, доктор физико-математических наук (1960), профессор (1962). Заслуженный профессор МГУ (1996). Лауреат Премии имени М. В. Ломоносова (2003).

## Биография
Родилась 10 марта 1926 года в Москве в семье врачей.
С 1943 по 1948 год обучалась на Физическом факультете МГУ, с 1948 по 1951 год обучалась в аспирантуре при этом факультете. Научным руководителем оказавшим существенное влияние на формирование её научных интересов был академик А. Н. Тихонов. С 1951 года на педагогической работе на кафедре математики Физического факультета МГУ: ассистент, доцент, профессор, и с 1963 по 2020 год — профессор-консультант.
В 1951 году Аделаида Васильева защитила диссертацию на соискание учёной степени кандидат физико-математических наук по теме: «О дифференциальных уравнениях, содержащих малые параметры», в 1960 году — доктор физико-математических наук по теме: «Асимптотические методы в теории обыкновенных дифференциальных уравнений с малыми параметрами при старших производных». В 1953 году приказом ВАК ей было присвоено учёное звание доцент, в 1962 году — профессор. В 1996 году ей было присвоено почётное звание Заслуженный профессор МГУ.
Основная научная деятельность А. Б. Васильева была связана с вопросами в области теории сингулярных возмущений и асимптотических методов (в области которых Васильевой были получены фундаментальные результаты). Научно-исследовательская работа выполнена в области теории и приложении в задачах химической и биологической кинетики и астрофизики и нелинейных задач. Основные научные работы и учебники: «Асимптотические разложения решений сингулярно возмущённых уравнений» (1973), «Сингулярно возмущённые уравнения в критических случаях» (1978), «Асимптотические методы в теории сингулярных возмущений» (1990), «Дифференциальные уравнения» (1980), «Интегральные уравнения» (1989), «Дифференциальные и интегральные уравнения, вариационное исчисление в примерах и задачах» (2003) и другие фундаментальные труды. Васильева является автором более 170 научных трудов, в том числе трёх монографий, ей было подготовлено около двадцати пяти кандидатов наук.
В 2003 году за цикл работ «Асимптотическая теория контрастных структур» Аделаида Васильева была удостоена Премии имени М. В. Ломоносова.

## Награды
- Медаль «Ветеран труда»[2]
- Премия имени М. В. Ломоносова (2003 — за цикл работ «Асимптотическая теория контрастных структур»)[2]